# Kodikologie
Kodikologie (lateinisch codex „Buch“ und -logie), auch Handschriftenkunde, eine historische Hilfswissenschaft, ist die wissenschaftliche Beschäftigung mit dem handgeschriebenen Buch. Sie ist zeitlich begrenzt auf die Spätantike und das Mittelalter, also vorwiegend die Zeit zwischen 500 und 1500.
Ihr schließt sich die Inkunabelkunde an. Anliegen der Kodikologie sind Fragen zur Beschaffenheit und zum Entstehungsprozess eines mittelalterlichen Codex. Dabei werden besonders die handwerklich-technischen Aspekte der Anfertigung, wie beispielsweise die Frage nach den Beschreibstoffen (Papyrus, Pergament, Papier), Tinte und Schreibgeräte, Lage, Einband, Buchschmuck oder Provenienz, ins Auge gefasst.
Das Buch wird also wie ein archäologisches Artefakt behandelt und als Teil primärer Sachüberlieferung betrachtet, indem man es zeitlich erfasst und genau beschreibt.
Die Kodikologie ist eng verwandt mit der Paläographie.

## Geschichte der Kodikologie
Im 19. Jahrhundert war die Handschriftenkunde, neben der Bibliotheksgeschichte, der Inkunabelkunde und der Bibliographienkunde, ein zentraler Bestandteil der Bibliothekswissenschaft. Der Begriff „Kodikologie“ kam allerdings erst nach dem Zweiten Weltkrieg in Frankreich und Belgien auf. Er wurde als Erstes von dem Pariser Gräzisten Alphonse Dain zwischen 1944 und 1949 gebraucht und löste so den von Charles Samaran (1879–1982), einem Pariser Paläographen, geprägten Begriff „Codicographie“ ab. Dain verstand die Erforschung der Geschichte der Handschriften und ihrer Sammlung, die Untersuchung ihrer Beschaffenheit und ihre Katalogisierung als Aufgabe der Kodikologie. Die Schrift schloss auch er aus, da es bereits die Paläographie gab. Auch wurde sie nur als Hilfsmittel der Philologie angesehen.
Dies änderte sich 1950, denn der belgische Handschriftenbibliothekar und Redakteur der Zeitschrift „Scriptorium“, François Masai (1909–1979), sprach sich für eine eigenständige wissenschaftliche Disziplin aus. Zusammen mit dem Kunsthistoriker Léon M. J. Delaissé formte der eine Beschreibung der Kodikologie als „Archäologie des Buches“, deren konkretes Objekt das Buch und seine technischen Aspekte sind, deren Ergebnisse von den historischen Disziplinen genutzt werden können.
Heute wird sie hauptsächlich von der Deutschen Forschungsgemeinschaft und Bibliotheken mit großen Handschriftenbeständen betrieben, aus deren Arbeit eine umfangreiche Katalogisierung mittelalterlicher Handschriften entstand.

## Methoden
Für die Erforschung und genaue Beschreibung eines Kodex werden verschiedene wissenschaftliche Disziplinen herangezogen. Philologie und Historik dienen vor allem der zeitlichen und sprachlichen Einordnung eines Textes. Man verwendet aber auch statistische Daten, um Stammbäume, sogenannte Stemmata, für die einzelnen Texte zu erstellen. Hierbei werden die zeitliche und regionale Ausbreitung von Schrift- und Schmuckformen einbezogen. Auf diese Weise kann man Texte, die in mehreren Codices vorkommen, in eine zeitliche Reihenfolge setzen.
Es geht hierbei darum, individuelle Eigenheiten der einzelnen Handschriften zu finden, welche man beim Format des einzelnen Bandes, dem Einband, dem Beschreibstoff, der Blatt- und Lagenfolge, sogar bei der Linierung und auch der Gestaltung des Schriftspiegels erkennen kann. Besitzvermerke sind ebenso ein wichtiges Merkmal für die Überlieferungsgeschichte. Auch Marginalien, wie zum Beispiel die sogenannten Griffelglossen, geraten zunehmend ins Blickfeld der Mediävistik. Zudem reihen sich die vor allem in der Kunstgeschichte genutzten Wasserzeichen- und die Einbandkunden an, mit deren Hilfe das Alter eines Buches auf etwa fünf Jahre genau eingegrenzt werden kann.
Die Chemie spielt ebenfalls eine wichtige Rolle. Analysen des Beschreibstoffes (Pergament oder Papier) und der Tinte und der für die in der Buchmalerei verwendeten Farben, für die es einige hundert Rezepte gab, lassen häufig Schlüsse auf das Alter der jeweiligen Handschrift zu. Bestimmte Techniken oder Farb- und Tintenrezepte wurden nur in bestimmten Regionen verwendet, was Hinweise auf den Herkunftsort geben kann. Diese Rezepte und Techniken waren in Werkstattbüchern festgehalten und wurden von Generation zu Generation weitergegeben. Jedoch kann man anhand von erhaltenen Exemplaren dieser Regelwerke feststellen, dass viele auf wenige griechische und lateinische Werke zurückgehen und so sind wirkliche Individualrezepte eher selten.

## Wichtige Sammlungen
Es gibt inzwischen einige sehr gute Online-Datenbanken, in denen nach mittelalterlichen Handschriften recherchiert werden kann – sowohl im deutschsprachigen als auch im angloamerikanischen Raum.
- Die Codices Electronici Ecclesiae Coloniensis der Universität Köln weisen etwa 500 Handschriften vorwiegend aus dem deutschsprachigen Raum nach, die mit Fotos aufgeführt sind.
- Der Handschriftencensus verzeichnet in Form eines beschreibenden Katalogs sämtliche deutschsprachigen Handschriften des Mittelalters (ausgenommen Einzelurkunden und Minimaleinträge in lateinischen Handschriften).
- e-codices der Schweiz (https://www.e-codices.unifr.ch/de): Die virtuelle Handschriftenbibliothek der Schweiz hat das Ziel, alle mittelalterlichen und eine Auswahl neuzeitlicher Handschriften der Schweiz vollständig digital abzubilden und sie im Internet frei zugänglich zu machen. Zurzeit sind 2539 digitalisierte Handschriften aus 97 Schweizer Sammlungen verfügbar (Stand Ende 2020). Die virtuelle Bibliothek wird laufend ausgebaut.
- Die Codices Electronici Sangallenses erfassen den St. Gallener Handschriftenbestand.
- Die Abteilung für Sondersammlungen der Universitätsbibliothek Graz besitzt einen Onlinekatalog, der ihren Bestand von über 2000 Handschriften verzeichnet. Diese sind teilweise bereits mit detaillierten paläographischen Beschreibungen versehen und in digitaler Volltext-Version abrufbar.
- Außerdem gibt es für Österreich einen Katalog von illuminierten Handschriften des 8.–13. Jahrhunderts.
- Die British Library verfügt über mehrere große Sammlungen, z. B. die Harleian Collection, die auch über den Online-Katalog auffindbar sind. Hier befinden sich große angelsächsische Werke wie der Beowulf oder der Lindisfarne Gospel (Book of Lindisfarne).
- Ähnlich groß ist die Sammlung der Bodleian Library in Oxford, deren Katalog sich einfach durchstöbern lässt. Die Werke sind alle in sehr guter Qualität online einsehbar.
- Die Library of Congress in Washington D.C. hat einen umfangreichen Katalog ihrer Manuskriptsammlungen angelegt.
- In der Hill Museum & Manuscript Library in Collegeville/Minnesota kann man 90.000 Handschriften europäischer, afrikanischer und asiatischer Provenienz finden.